# GKS Tychy
El Górniczy Klub Sportowy Tychy es un equipo de fútbol polaco de la ciudad de Tychy, en el voivodato de Silesia. Actualmente juega en la I liga, la segunda división del país. 

## Historia

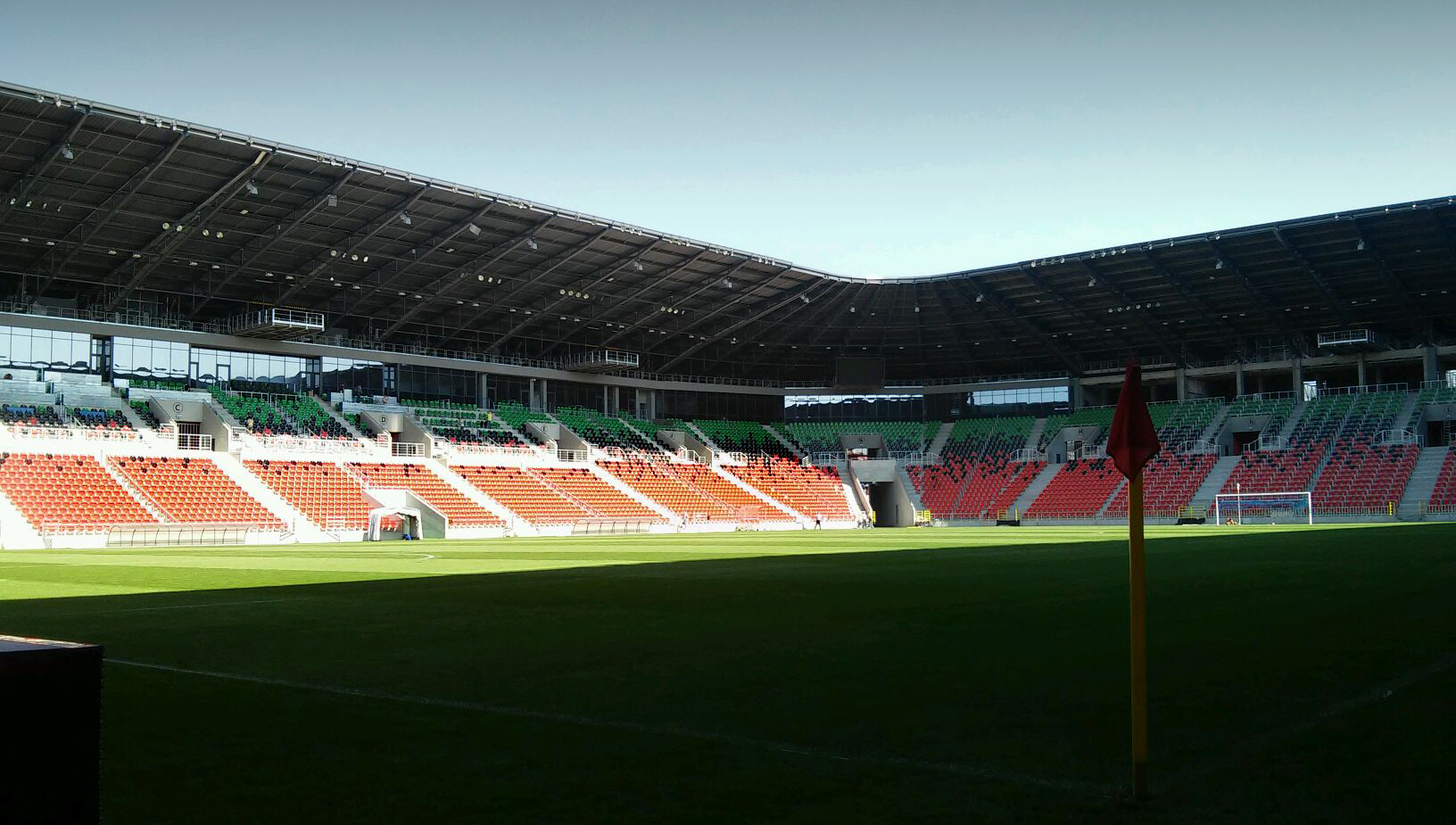
Estadio Municipal de Tychy

Fue fundado en el año 1971 en la ciudad de Tychy por la fusión de los equipos Górnik Wesoła y Polonia Tychy. Solamente ha participado en la Ekstraklasa en 3 ocasiones y nunca ha ganado un título importante en su historia. Ha cambiado de nombre en varias ocasiones, las cuales han sido:
- 20/04/1971 a 1996 - Górniczy Klub Sportowy Tychy
- 1996 - Sokół Tychy
- 1997 - Górniczy Klub Sportowy Tychy
- 1998 - TKS Tychy
- 2000 - Górnośląski Klub Sportowy Tychy '71
- 2008 - Górniczy Klub Sportowy Tychy

A nivel internacional ha participado en 1 torneo continental, en la Copa UEFA de 1976/77, en la que fue eliminado en la Primera Ronda por el 1. FC Colonia de Alemania.

## Participación en competiciones de la UEFA
- Copa UEFA: 1 aparición

1977 - Primera Ronda

### Partidos en UEFA
| Temporada | Torneo    | Ronda | País     | Club          | Marcador |
| --------- | --------- | ----- | -------- | ------------- | -------- |
| 1976/77   | Copa UEFA | 1     | Alemania | 1. FC Colonia | 0-2, 1-1 |

## Jugadores

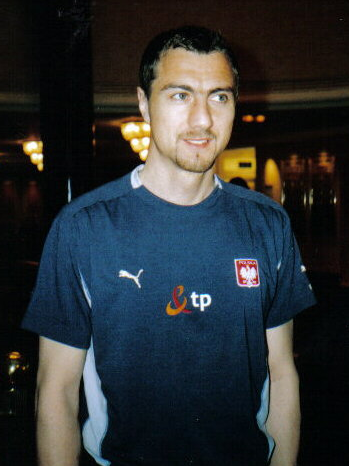
Jerzy Dudek.

### Jugadores destacados
- Jerzy Dudek
- Radosław Gilewicz
- Ryszard Komornicki
- Roman Ogaza
- Mirosław Widuch
- Bogusław Wyparło